# Suore francescane della penitenza e della carità cristiana
Le Suore Francescane della Penitenza e della Carità Cristiana, dette di Heythuizen, sono un istituto religioso femminile di diritto pontificio: i membri di questa congregazione pospongono al loro nome la sigla O.S.F. (dal latino Ordo Sancti Francisci).

## Storia
La congregazione venne fondata da Catharina Daemen (1787-1858): figlia di contadini, entrò in una fraternità di terziarie francescane secolari di Maaseik, dedita alle opere di carità in ambito parrocchiale. Il 21 giugno 1825 la Daemen si stabilì a Heythuysen, dove il parroco Van Der Zandt le affidò l'istruzione delle giovani del paese; alla Daemen si unirono presto altre donne, che iniziarono a condurre vita comune nel 1827.
La comunità affiancò all'istruzione delle fanciulle l'assistenza agli infermi e la collaborazione alle opere parrocchiali. Van Der Zandt diede alle sorelle degli statuti modellati sulla regola delle Penitenti recollettine di San Francesco (donde il nome "Francescane della Penitenza"), approvati dal vicario generale di Liegi l'11 novembre 1835.
Le Francescane della Penitenza vennero riconosciute come istituto di diritto pontificio con decreto del 3 ottobre 1852; vennero aggregate all'Ordine dei Frati Minori il 5 settembre 1869.

## Attività e diffusione
Le Francescane della Penitenza si dedicano all'istruzione e all'educazione cristiana della gioventù, all'assistenza ai poveri, ai senzatetto e ai carcerati, alla cura dei malati cronici.
Sono presenti in Europa (Germania, Italia, Paesi Bassi, Polonia), nelle Americhe (Brasile, Guatemala, Messico, Stati Uniti d'America), in Asia (Filippine, Indonesia) e in Tanzania; la sede generalizia è a Roma.
Al 31 dicembre 2005, la congregazione contava 1.839 religiose in 235 case.